# Mexistenasellus coahuila
Mexistenasellus coahuila је животињска врста класе Crustacea која припада реду Isopoda и фамилији Stenasellidae. 

## Угроженост
Ова врста се сматра угроженом.

## Распрострањење
Врста има станиште у Мексику и Сједињеним Америчким Државама.

## Станиште
Станиште врсте су слатководна подручја.